# Nikolai Tichonowitsch Beresowski
Nikolai Tichonowitsch Beresowski (russisch Николай Тихонович Березовский; * 4. Maijul. / 17. Mai 1900greg. in Sankt Petersburg; † 27. August 1953 in New York City) war ein russischer Komponist und Violinist.

## Leben
Beresowski wurde an der Kaiserlichen Kapelle von St. Petersburg ausgebildet. Er war Konzertmeister der Oper in Saratow und erster Violinist am Bolschoi-Theater in Moskau. 1920 verließ er Sowjetrussland und studierte Violine bei Robert Pollack in Wien. Seit 1922 lebte er in den USA, wo er 1923 bis 1929 Mitglied der New Yorker Philharmoniker war. In dieser Zeit studierte er auch an der Juilliard School Violine bei Paul Kochanski und Komposition bei Rubin Goldmark. Später wirkte er als Geiger beim Coolidge String Quartet und als Dirigent beim CBS-Orchester.
Beresowski komponierte vier Sinfonien, eine Sinfonietta, ein Violin-, ein Bratschen- und ein Cellokonzert, eine Toccata mit Variationen und Finale für Streichquartett und Orchester, zwei Bläserquintette, zwei Streichquartette und ein Sextett für Streicher sowie ein Poem für elf Instrumente. Dirigenten wie Serge Kussewitzky und Eugene Ormandy setzten sich für seine Werke ein.
Seine erste Ehefrau war Alice Louise (die Schwester von Chemiker Melvin Spencer Newman und die Enkelin von Isidore Newman, Bankier und Philanthrop aus New Orleans). Sie hatte 2 Kinder. Seine zweite Ehefrau war Judith.